# Eilema lutarella
Eilema lutarella är en fjärilsart som beskrevs av Carl von Linné 1758. Eilema lutarella ingår i släktet Eilema och familjen björnspinnare. Inga underarter finns listade i Catalogue of Life.

## Bildgalleri

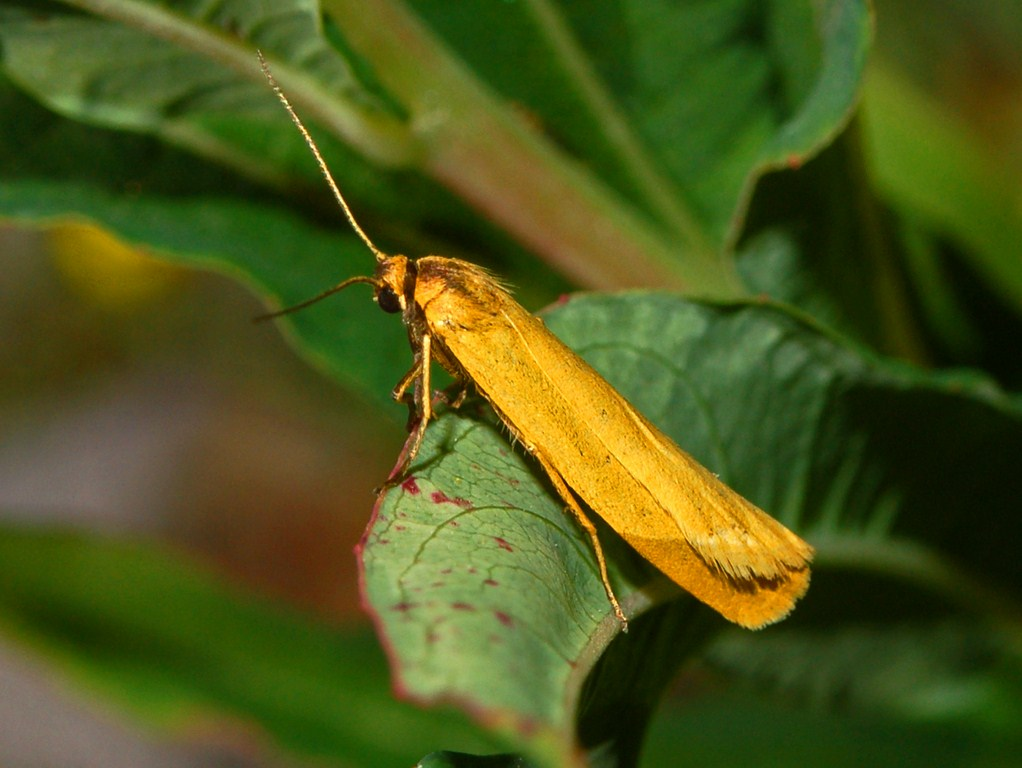
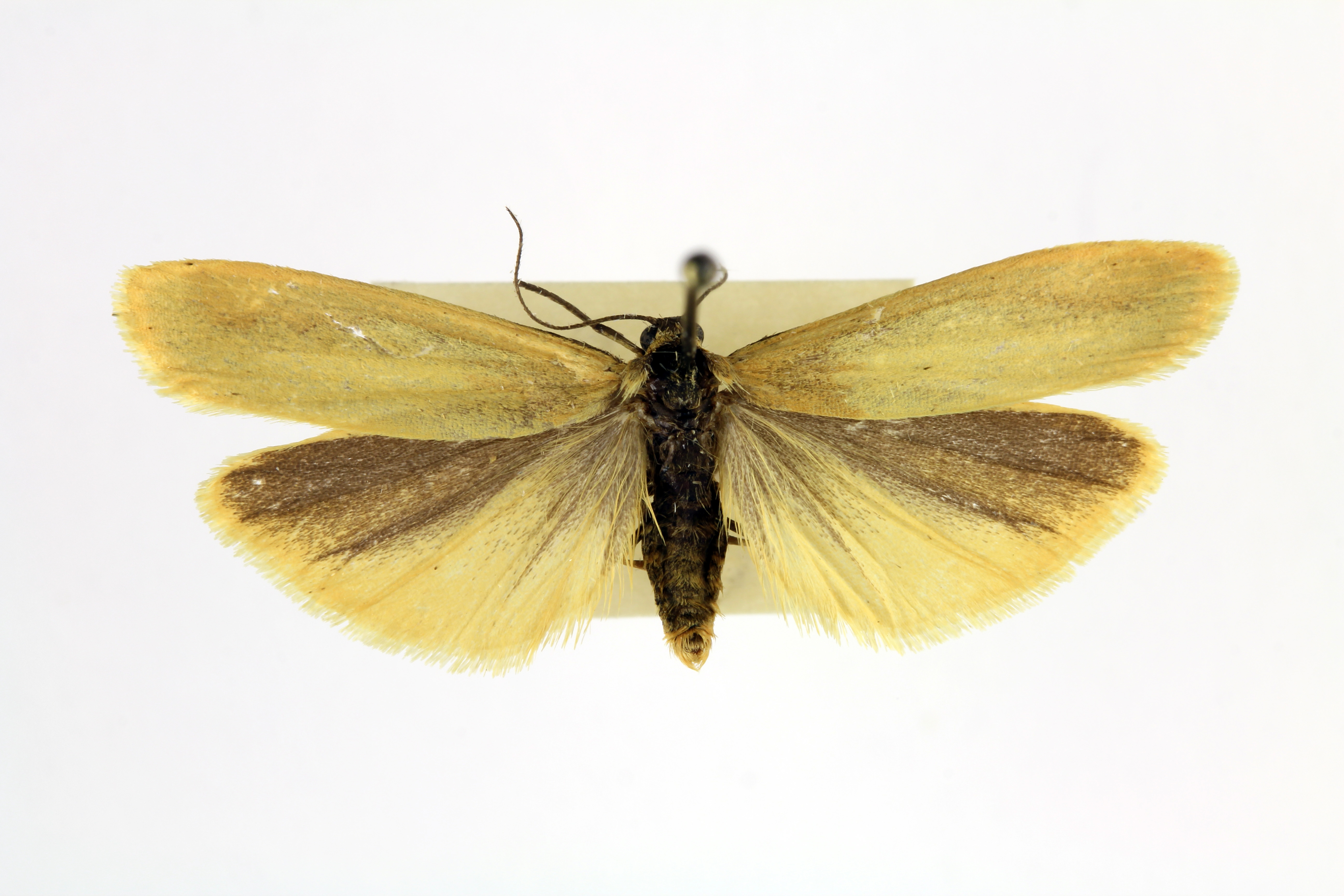
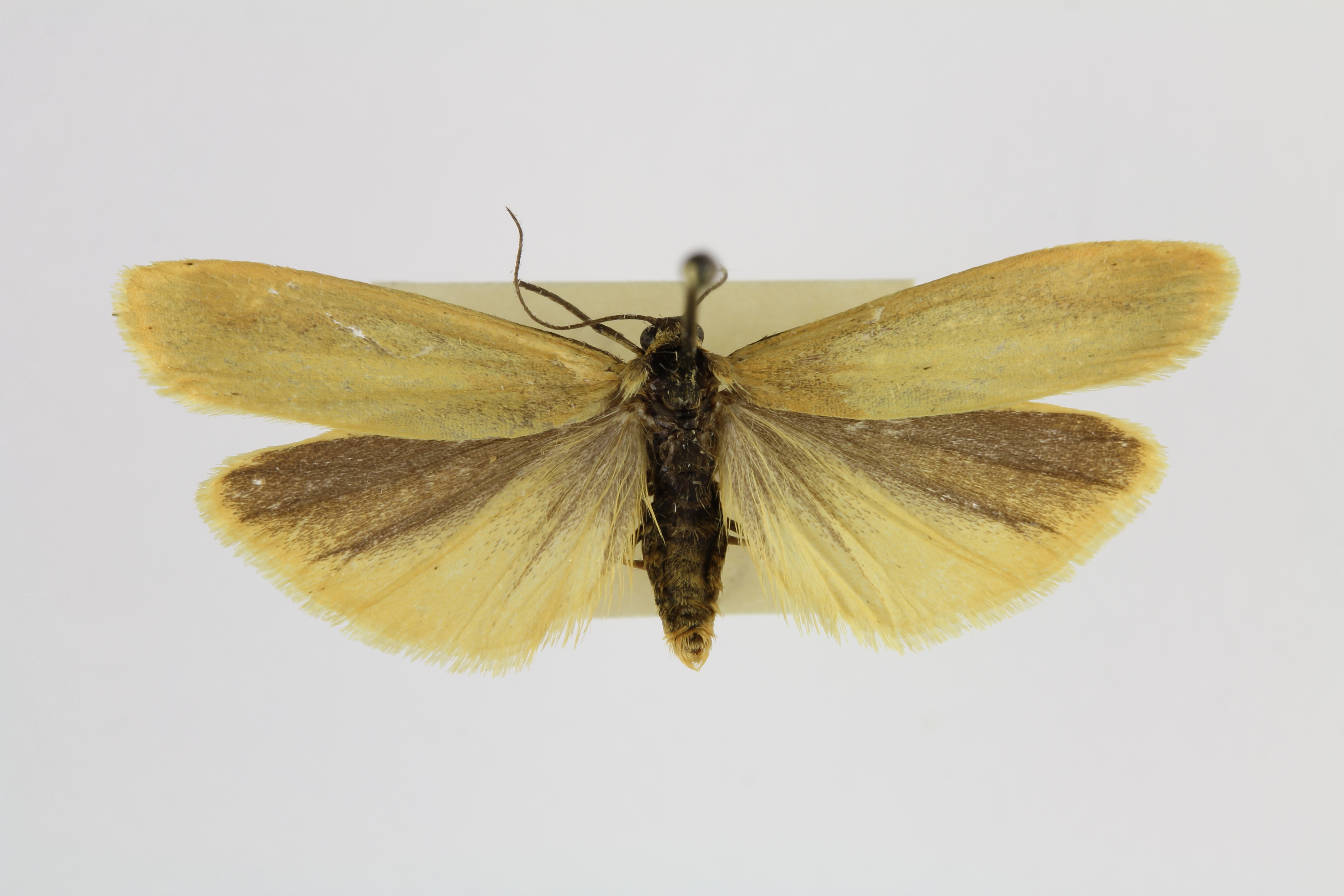